# Cynanchum hastifolium
Cynanchum hastifolium är en oleanderväxtart. Cynanchum hastifolium ingår i släktet Cynanchum och familjen oleanderväxter.

## Underarter
Arten delas in i följande underarter:
- C. h. clavidens
- C. h. hastifolium
- C. h. longirostrum